# Ștefan Rusu
Ștefan Rusu (ur. 2 lutego 1956 w Radowcach) – rumuński zapaśnik. Trzykrotny medalista olimpijski.
Walczył w stylu klasycznym, w kategorii lekkiej (do 68 kilogramów), a następnie półśredniej (do 74 kilogramów). Brał udział w trzech igrzyskach (IO 76, IO 80, IO 84), za każdym razem zdobywał medale. Triumfował w 1980, był drugi w 1976, a w 1984 – w wyższej wadze – trzeci. Sześciokrotny uczestnik mistrzostw świata; czterokrotny medalista, złoto w 1978 i 1982, srebro w 1985 i brąz w 1981. Osiem razy stawał podium mistrzostw Europy, w tym na najwyższym stopniu w 1978, 1979, 1980, 1981 i 1985. Mistrz Uniwersjady w 1981 i drugi w 1977 roku.
- Turniej w Montreal 1976

Zwyciężył Andrzeja Suprona, Kim Hae-myeonga z Korei Południowej, Takeshi Kobayashiego z Japonii, Heinza-Helmuta Wehlinga z NRD i Szweda Larsa-Erika Skiölda. Przegrał z Surenem Nałbandianem z ZSRR.
- Turniej w Moskwie 1980

Wygrał z Iwanem Atanasowem z Bułgarii, Finem Tapio Sipile, Ferencem Čabą z Jugosławii, Reinhardem Hartmannem z Austrii i przegrał z Surenem Nałbandianem z ZSRR. W rundzie finałowej pokonał Andrzeja Suprona i Szweda Larsa-Erika Skiölda.
- Turniej w Los Angeles 1984

W pierwszej rundzie pokonał Jeffa Stuebinga z Kanady, Muhammada Hammada z Egiptu, Karlo Kasapa z Jugosławii i przegrał z Finem Jouko Salomäki. W fazie finałowej zwyciężył Karlo Kasapa i uległ Jouko Salomäki, a w pojedynku o trzecie miejsce wygrał z Kim Yeong-namem z Korei Południowej.